# Origanum amanum
Origanum amanum es unas especie de planta fanerógama perteneciente a la familia Lamiaceae.

## Distribución
Es originaria de la Provincia de Hatay en el sur de Turquía, en la frontera con Siria.

## Descripción
Es un árbol de hoja perenne, o subarbusto que alcanza los 10-20 cm  de alto por 30 cm  de ancho, con hojas muy aromáticas, y racimos de flores en forma de embudo de color rosa en el verano y el otoño.

## Usos
Esta planta se utiliza como hierba culinaria y como planta ornamental para la cubierta vegetal en situaciones soleadas y bien drenadas. Tolera suelos pobres, pero no le gusta la humedad del invierno. Ha ganado el Award of Garden Merit de la Royal Horticultural Society.

## Taxonomía
Origanum amanum fue descrita por George Edward Post y publicado en Bulletin de l'Herbier Boissier 3: 161. 1895.
Etimología
Ver: Origanum
amanum: epíteto geográfico que se refiere a las Montañas Amano en Turquía, donde se encuentra la planta.
Sinonimia
- Amaracus amanus (Post) Bornm.[5]